# 霍羅希夫齊
48°28′44″N 25°58′30″E / 48.47889°N 25.97500°E
霍羅希夫齊（烏克蘭語：Горошівці）是位於烏克蘭西南部的村莊，由切爾諾夫策州切爾諾夫策區的尤爾基夫齊市鎮負責管轄。該村始建於1617年，海拔高度255米，2001年人口1,096，居民使用烏克蘭語。